# Матвеев, Григорий Кондратьевич
Григо́рий Кондра́тьевич Матве́ев (?—1827) — наказной атаман Черноморского казачьего войска (1816—1827), полковник (12.12.1819).

## Биография
Происходил из украинских казаков, переселившихся на Кубань, службу начал в 1787 году в Черноморском войске. В том же году он находился в делах при осаде Очакова, в 1789 году сражался у Болграда и Бендер, в 1790 году участвовал в штурме Измаила и в 1791 году отличился у Браилова при взятии неприятельской батареи, за отличие был произведён в прапорщики.
В кампании 1796 года против Персии Матвеев находился на Каспийском море и принимал участие во многих делах русского флота.
В 1807 году получил чин войскового старшины.
Во время русско-турецкой войны 1806—1812 годов Матвеев снова сражался на Дунае и в кампании 1810 года особо отличился при взятии Силистрии, за что был произведён в подполковники, и последующем деле у Рущука. 3 апреля 1811 года он был награждён орденом Святого Георгия 4-й степени (№ 999 по кавалерскому списку Судравского и № 2292 по списку Григоровича — Степанова)
В воздаяние отличнаго мужества и храбрости, оказанных против турок 4 июля на водах Дуная во время прохода части флотилии нашей с правого на левый фланг крепости Рущука, где, командуя десятью черноморскими баркасами и будучи руководим рвением к службе, исполнил с примерным присутствием духа возложенное на него важное предприятие, замечая во всех случаях движение судов и когда которое из них было в опасности, успевал всегда оное подкрепить, чем не токмо главнейше способствовал к благополучному проходу вверенных ему судов между неприятельскими батареями, но и наносил большой вред неприятелю.
Вслед за тем Матвеев за разбитие турецкой флотилии под Лом-Паланкой был награждён орденом Святой Анны 2-й степени.
В Отечественной войне 1812 года Матвееву не довелось принимать участие, поскольку он был оставлен на Дунае для содержания казачьих кордонов. Вернувшись на Кубань Матвеев в 1816 году был назначен наказным атаманом Черноморского казачьего войска и в 1819 году произведён в полковники. На этой должности ему неоднократно приходилось бывать в перестрелках с горцами за Кубанью и в Черномории.
Скончался Григорий Кондратьевич Матвеев 18 января 1827 года, до смерти сохранив за собой пост войскового атамана Черноморского казачьего войска.